# Ruchy chloroplastów
Ruchy chloroplastów – zmiany położenia chloroplastów wewnątrz komórki roślinnej. Najbardziej spektakularnym przykładem są ruchy chloroplastów wywoływane światłem, chociaż mogą być spowodowane także innymi bodźcami, np. stresem mechanicznym.

## Indukowane światłem ruchy chloroplastów
Oświetlenie liścia słabym światłem powoduje gromadzenie się chloroplastów pod ścianami komórkowymi prostopadłymi do kierunku padania światła. Reakcja ta znana jest jako akumulacja chloroplastów, a jej celem jest zwiększenie ilości absorbowanego światła w warunkach słabego oświetlenia. Natomiast pod wpływem silnego światła chloroplasty przemieszczają się pod ściany komórkowe równoległe do kierunku padania światła w reakcji ucieczki. Takie położenie przyczynia się do zmniejszenia uszkodzeń wywołanych zbyt silnym światłem. Wywoływane światłem ruchy chloroplastów nie występują u wszystkich gatunków roślin, lecz głównie u gatunków mogących dostosowywać się do zmiennych warunków oświetlenia. W szczególności zaobserwowano brak tych reakcji w roślinach światło- lub cieniolubnych.
Ruchy chloroplastów są silnie zlokalizowane: przebiegają niezależnie od siebie w różnych komórkach czy nawet częściach komórki w reakcji na natężenie światła padającego w danym miejscu. Sprawia to, że ruchy chloroplastów można zaobserwować gołym okiem poprzez nałożenie na liść (rośliny odpowiedniego gatunku, np. tytoniu) szablonu z wyciętym wzorem i oświetlenie go silnym światłem. Ponieważ zmiany położenia chloroplastów prowadzą do zmian transmisji liścia, regiony oświetlone będą jaśniejsze od zakrytych, co przy odpowiednim doborze szablonu prowadzi do powstania na liściach wzorów.

### Receptory
W lądowych roślinach nasiennych wyłącznie światło niebieskie wywołuje kierunkowe przemieszczenia chloroplastów, a receptorami zaangażowanymi w ten proces są fototropiny. W genomie rośliny modelowej Arabidopsis thaliana stwierdzono występowanie dwóch fototropin, 1 i 2, które pełnią odmienną funkcję w regulacji przemieszczeń chloroplastów: podczas gdy fototropina 1 odpowiada wyłącznie za reakcję akumulacji, fototropina 2 w zależności od natężenia padającego światła może inicjować akumulację lub ucieczkę chloroplastów. W roślinach wodnych oraz w niektórych gatunkach glonów, mszaków i paprotników, w kontroli ruchu chloroplastów bierze udział także światło czerwone, którego receptorem są fitochromy.

### Mechanizm
Większość gatunków roślin wykorzystuje mikrofilamenty do przemieszczania i umiejscawiania chloroplastów. Szczegółowy mechanizm ruchu nie jest jeszcze poznany, ale wiadomo, że różni się u różnych gatunków. W roślinach wodnych, takich jak Nurzaniec amerykański, chloroplasty poruszają się wraz ze strumieniem płynącej cytoplazmy i w zależności od natężenia światła są pułapkowane przez mikrofilamenty w różnych miejscach komórki. W innych gatunkach roślin ruch chloroplastów jest aktywny.